# Leberwurst

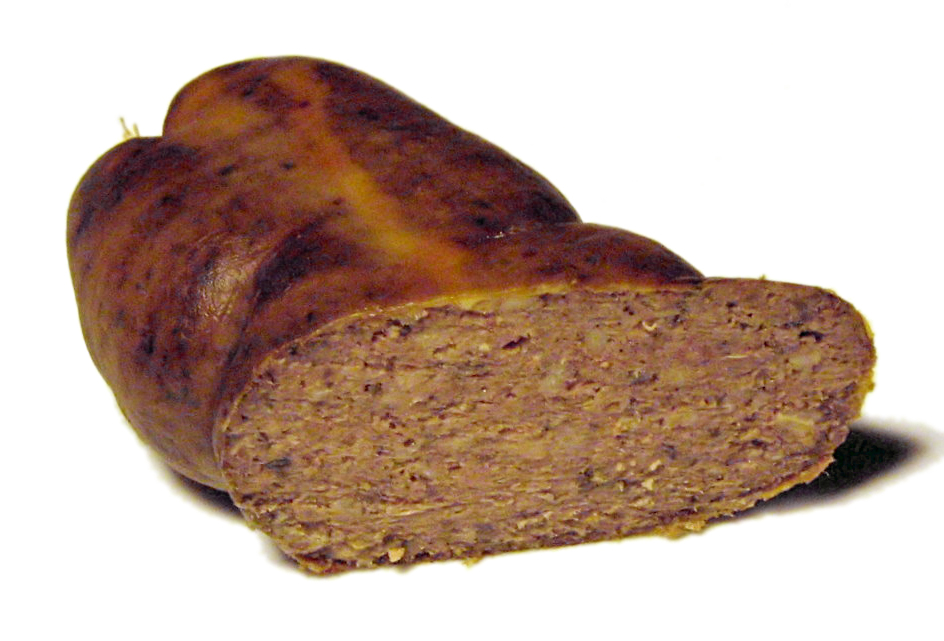
Geräucherte Leberwurst

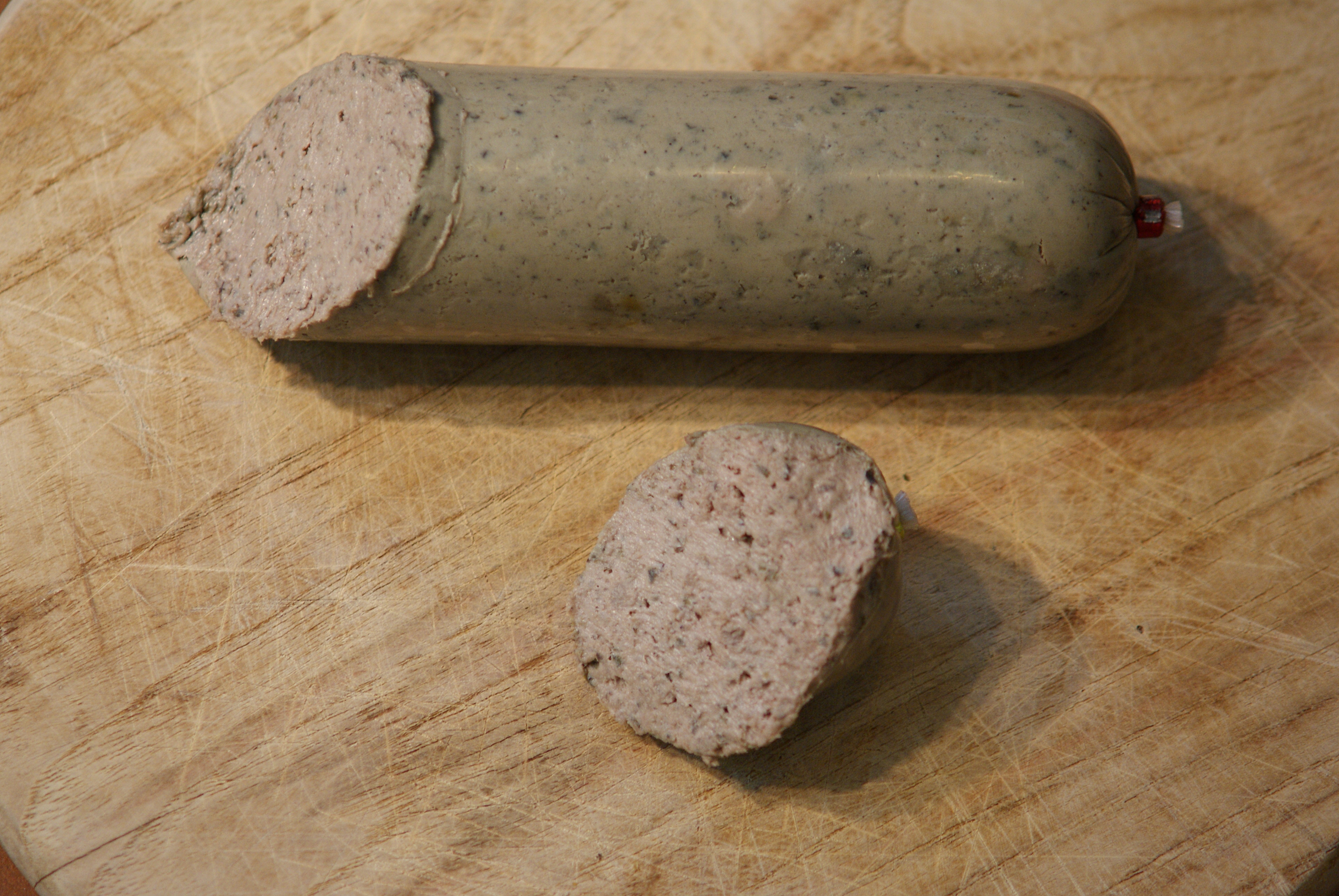
Pfälzer Leberwurst

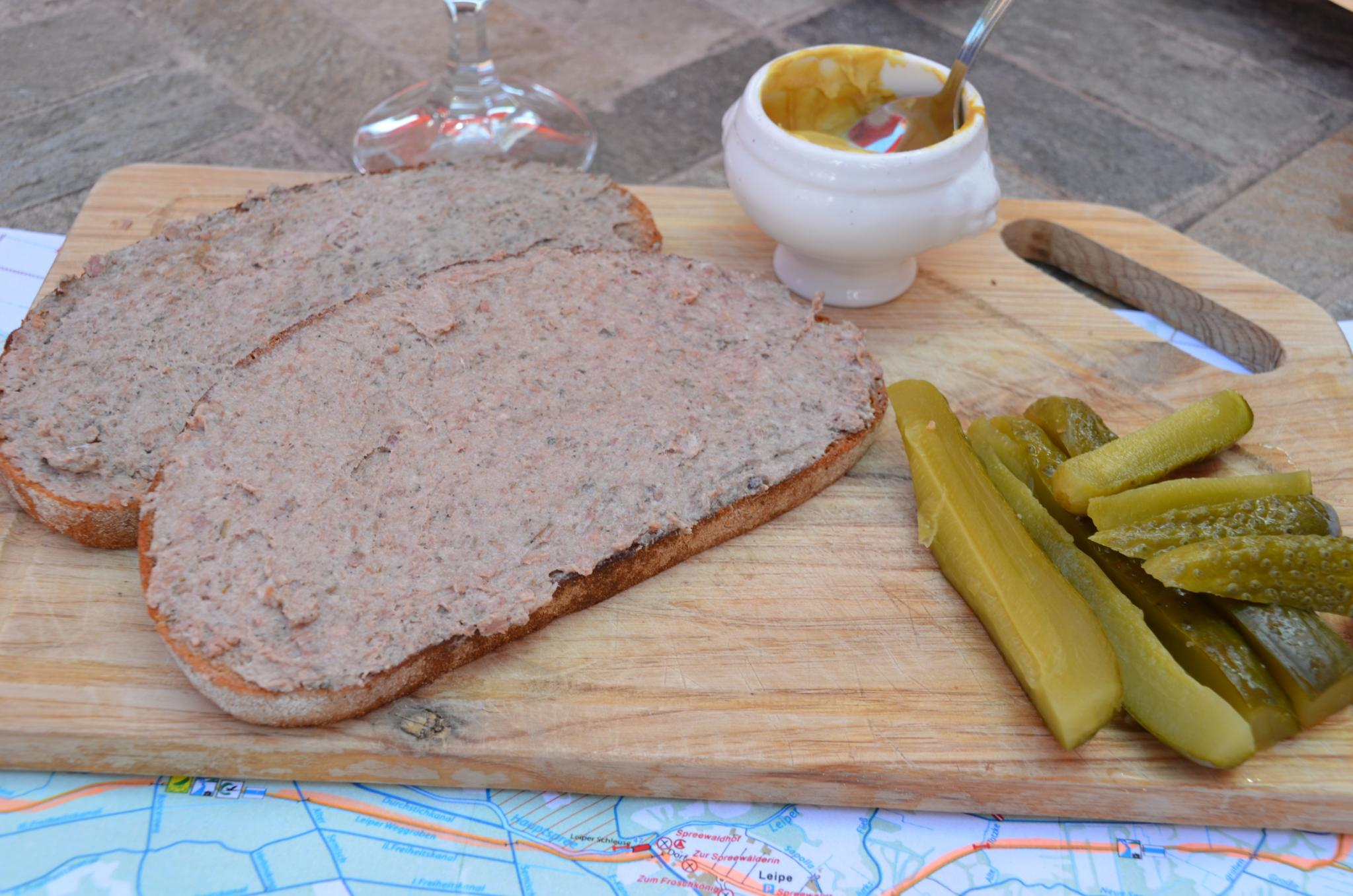
Leberwurst als Brotaufstrich

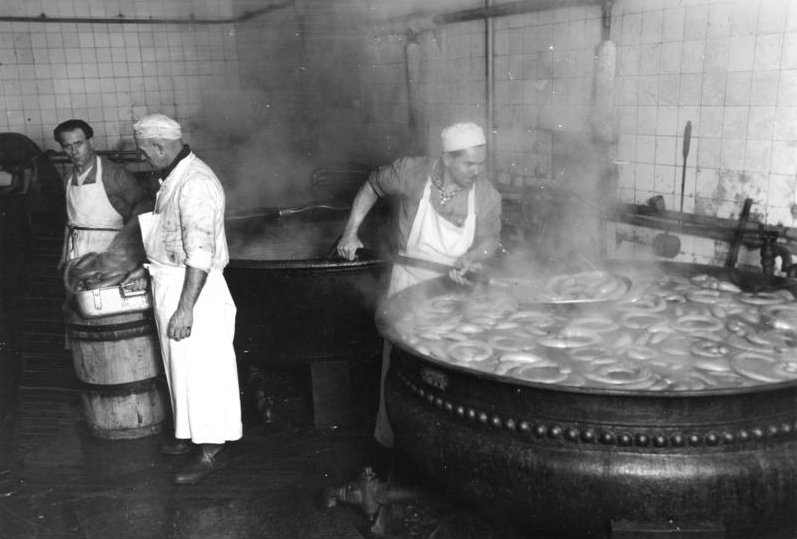
Brühen von abgefüllten Leberwürsten (Berlin, 1948)

Als Leberwurst bezeichnet man in Deutschland unterschiedliche, meist streichfähige Kochwurstsorten (Kochstreichwurst). Der Name leitet sich von der Zutat Leber ab, welche mit anderen Lebensmitteln zu Wurst verarbeitet wird.
Bekannte regionale Leberwurstspezialitäten sind Thüringer Leberwurst, Pfälzer Leberwurst und Frankfurter Zeppelinwurst. Wie Blut- und andere Kochwürste wird Leberwurst traditionell bei der Hausschlachtung hergestellt. Kleine heiße Leberwürste gehören zusammen mit Blutwürsten und Bauchfleisch zur Schlachtplatte.

## Zutaten
Leberwurst besteht in der Regel aus Schlachterzeugnissen vom Hausschwein, es wird aber je nach Rezeptur auch entsprechendes vom Rind, Kalb oder Geflügel verwendet.
Traditionell wurde für die Wurstherstellung das Muskelfleisch verwendet, das nicht als Edelfleisch zur eigenständigen Verwendung geeignet erschien. Neben sehnenreichem Muskelfleisch wird meist Fettgewebe (Speck, Schweinebauch, Fettwamme) und Schweinekopf verwendet.
Der Anteil an Leber beträgt je nach Rezept bis zu 40 Prozent. Daneben werden traditionell auch die meisten anderen Innereien für Spezialitäten bzw. Varianten verwendet. Außerdem sind Fleischteile wie Euter, Geschlingefleisch und traditionell auch Kalbsgekröse üblich. Allerdings werden nach dem Deutschen Lebensmittelbuch Gekröse und Rindermilz nicht verarbeitet; zudem wird Kalbsgekröse in der Europäischen Union als „spezifiziertes Risikomaterial“ eingestuft und muss vernichtet werden.
Die Leber ist der geschmacksbestimmende Bestandteil der Leberwurst, dient aber auch dazu, bei der Herstellung eine Öl-in-Wasser-Emulsion im Brät herzustellen und zu stabilisieren. Ihr Anteil beträgt meistens zwischen 10 % und 40 %. Ein höherer Leberanteil verbessert zwar die Stabilität, führt aber zu einem aufdringlichen Leberaroma. Die verwendete Leber stammt überwiegend vom Schwein. Rindsleber ähnelt ihr in der chemischen Zusammensetzung zwar sehr, führt jedoch zu bitterem Geschmack und dunkler Farbe; Kalbsleber eignet sich, ist aber teurer als Schweineleber und hat gegenüber dieser keine Vorteile bei Verarbeitung oder Geschmack.
Verwendete Naturdärme sind Colon descendens, Grimm- und Mastdarm (für Leberwürstchen zum Warmverzehr auch Dünndarm) vom Schwein, Dünndarm vom Pferd sowie Dünn- oder Grimmdarm von Rind. Die teilweise auch ungenießbaren Kunstdärme sind aus Hautfaser, Zellglas oder Kunststoff und sollen möglichst hitzefest, formstabil und zur Vermeidung von Verfärbung und Gewichtsverlust luft-, wasserdampf- und lichtundurchlässig sein.

## Leberwurstmasse
Bei der gewerblichen Herstellung in Deutschland verwendet man häufig Standardrezepte. Es wird eine Grundmasse zubereitet, die mit weiteren Zutaten individualisiert wird. Für die Masse verwendet man 40 % rohe Schweineleber und 60 % Wammen. Das zerkleinerte Fleisch wird nach Rezeptur mit Nitritpökelsalz, Pfeffer, Ingwer, Kardamom, Macis, Vanille und Bienenhonig gewürzt. Außerdem werden vorgegarte Zwiebeln hinzugefügt. Häufig werden sie mit reichlich Schmalz gedämpft. Die Farbe muss goldbraun sein. Die Zugaben von Zusatzstoffen und Hilfsmitteln wie Farbstabilisatoren ist üblich.

## Herstellung
Die Mehrheit der Leberwurstsorten ist umgerötet, das heißt Fleisch, Fettgewebe und gegebenenfalls Innereien werden zunächst gepökelt. Zur Vorbereitung werden sie auf eine Kerntemperatur von 65 °C erhitzt (fachsprachlich: gebrüht) oder bei 80 °C angebrüht. Anschließend wird das Fleisch genauso wie die gedämpften Zwiebeln gekühlt. Die Leber wird nicht gebrüht und darf mit dem gebrühten Material erst in Berührung kommen, wenn es auf 55 °C abgekühlt ist, weil ansonsten die Lebereiweiße denaturieren würden und die Emulgierfähigkeit nachließe. Die rohe Leber wird oft noch schlachtwarm verarbeitet, womit ungekühlt gemeint ist, in der Fachsprache wird dieser Begriff für Erzeugnisse bis 36 Stunden nach der Schlachtung verwendet. Zur Vorbereitung wird sie von Galle, Gallengängen und dem anhaftenden Organfett grob befreit.
Als Einlage vorgesehene Lebensmittel werden entsprechend vorbereitet und gegart und je nach Rezept auf die entsprechende Größe zerkleinert.
Für die Herstellung werden die gekühlten Zutaten sowie die Gewürze in einem Kutter solange zerkleinert, bis die Masse homogen ist. Wenn die Wurst eine Einlage hat, wird diese anschließend hinzugegeben und mit der Wurstmasse vermengt. Der Zusatz „grob“ bezieht sich auf die Schnittgröße der Einlage, nicht den Zerkleinerungsgrad der Wurstmasse.
Anschließend füllt man die Masse in Wursthüllen und gart diese bei Temperaturen von ca. 80 °C. Danach ist sie ohne weitere Reifung verzehrfähig. Einige Varianten werden abschließend geräuchert und benötigen danach einige Tage Reifung.

## Produktgruppen
In der deutschen Sprache wird der Begriff meist für eine Streichwurst verwendet. Damit sind Kochstreichwürste gemeint, deren pastöse Konsistenz ein gleichmäßiges Auftragen ermöglicht. Daneben gibt es in der österreichischen Küche Bratleberwurst als Kochwurstsorte, welche stabiler in der Konsistenz ist. Außerdem gibt es die Brühwurstsorte „Schnittfeste Leberwurst“.

### Deutschland
Im Deutschen Lebensmittelbuch werden die folgenden Gruppen unterschieden:
- 2.222.2 Schnittfeste Leberwurst
- 2.231 – Kochstreichwurst
  - 2.2312 Leberwürste
    - 2.2312.1 Delikatessleberwurst, Leberwurst Ia, feine Leberwurst, Kalbsleberwurst, Kalbsfleisch-Leberwurst, Trüffelleberwurst, Champignonleberwurst, Hildesheimer Leberwurst, Sahneleberwurst Ia, Sardellenleberwurst Ia
    - 2.2312.2 Aachener Leberwurst, Berliner Feine Leberwurst, Kölner Leberwurst
    - 2.2312.3 Fleisch-Leberwurst, Grobe Leberwurst Ia, Gutsleberwurst Ia, Schinken-Leberwurst, Kassler Leberwurst
    - 2.2312.4 Gänseleberwurst, Pommersche Gänseleberwurst
    - 2.2312.5 Gutsleberwurst, Streichleberwurst, Braunschweiger Leberwurst, Frankfurter Leberwurst, Fränkische Leberwurst, Hallesche Leberwurst, Hamburger Leberwurst, Hamburger Hausmacherleberwurst, Hamburger Landleberwurst, Hannoversche Leberwurst, Hessische Leberwurst, Holsteiner Leberwurst, Kasseler Leberwurst, Pommersche Leberwurst, Pfälzische (Hausmacher) Leberwurst, Rheinische Leberwurst, Sächsische Leberwurst, Schlesische Leberwurst, Schwäbische Leberwurst, Schwarzwälder Leberwurst, Westfälische Leberwurst, Kräuterleberwurst, Sahneleberwurst, Sardellenleberwurst, Schalottenleberwurst, Tomatenleberwurst
    - 2.2312.6 Hausmacherleberwurst, Bauernleberwurst, Landleberwurst, Griebenleberwurst, Zwiebelleberwurst
    - 2.2312.7 Geflügelleberwurst, Putenleberwurst
    - 2.2312.8 Lebercreme
    - 2.2312.9 Leberwurst einfach, Lippische Leberwurst
    - 2.2312.10 Leberwürstchen, Schlachtschüssel-Leberwurst, Siedleberwurst
    - 2.2312.11 Berliner Frische Leberwurst, Schüsselwurst, Wellwurst, Weiße Schlesische Wellwurst, Semmelleberwurst, Semmelwurst, Grützleberwurst, Grützwurst, Krautleberwurst, Mehlleberwurst (Mehlpiepen)

Im Fleischerhandwerk unterscheidet man in der Warenkunde:
- Delikatessleberwurst, Kalbsleberwurst, Trüffelleberwurst, Champignonleberwurst, Sahneleberwurst Ia, Sardellenleberwurst Ia, Hildesheimer Leberwurst, Feine Leberwurst/BEFFE über zehn Prozent ohne Fleischeinlage
- Ia Gutsleberwurst, Fleischleberwurst, Schinkenleberwurst, Thüringer Leberwurst, Kasseler Leberwurst, Grobe Leberwurst/BEFFE über zehn Prozent mit Fleischeinlage
- Braunschweiger Leberwurst, Hallesche Leberwurst, Hamburger Leberwurst, Hamburger Landleberwurst, Hannoversche Leberwurst, Holsteiner Leberwurst, Kasseler Leberwurst, Pommersche Leberwurst, Rheinische Leberwurst, Sächsische Leberwurst, Schlesische Leberwurst, Schwäbische Leberwurst, Thüringer Leberwurst, Westfälische Leberwurst, Kräuterleberwurst, Sahneleberwurst, Sardellenleberwurst, Schalottenleberwurst, Tomatenleberwurst / BEFFE über 8 %, teilweise mit Masken
- Hausmacher Leberwurst, Bauernleberwurst, Landleberwurst, Griebenleberwurst/ohne Knochenputz, aber mit Masken, Leber und anderen Innereien, grob gekörnt
- Gänseleberwurst
- Geflügelleberwurst, Putenleberwurst
- Leberwürste zum Warmessen: Berliner Frische Leberwurst, Wellwurst, Weiße Schlesische Wellwurst, Schüsselwurst, Semmelwurst, Semmelleberwurst, Grützleberwurst, Krautleberwurst, Mehlleberwurst (Mehlpiepen)

In der DDR wurden unter anderem in der TGL 29213/01 die Sorten standardisiert:
- Spitzensorten: Guts-Leberwurst, Kaßler-Leberwurst, Delikatess-Leberwurst, Kalbsleberwurst
- Mittlere Sorten: Leberwurst, fein, Hausmacher-Leberwurst, Landleberwurst, Hausgeschlachtete Leberwurst
- Einfache Sorten: Zwiebelleberwurst, Einfache Leberwurst, Leberwurst mit Semmel

### Österreich
Nach Österreichischem Lebensmittelbuch, Codex-Kapitel B14 Fleisch und Fleischerzeugnisse, gibt es:
- Schnittfeste Leberwurst, Leberpresssack (B.4.3.2.2 Schnittfeste Blut-, Zungen- und Leberwürste): Keine Mindestanforderungen beim Lebergehalt
- Streichwurst (B.4.3.3 Streichfähige Kochwürste)
  - Leberstreichwurst mit Angabe einer Tierart oder mit Hervorhebung (z. B. Kalbs-, Gans-, Guts-, feine Leberstreichwurst): 30 % Schweine- oder Kalbsleber; bei Angabe von Kalb oder Gans mind. 5 % Leber vom genannten Tier, mind. 30 % Leber insgesamt
  - Leberstreichwurst: 25 % Schweineleber
  - Streichwurst, Zwiebelstreichwurst: 15 % Leber, bei Zwiebelstreichwurst möglich, aber nicht vorgeschrieben
- Bratleberwurst (B.4.3.4 Zum Braten bestimmte Kochwürste): mind. 5 % Leber.

### Schweiz
Laut „Schweizerischem Lehrbuch für Metzgerinnen und Metzger“ beträgt der Leberanteil an der Leberwurst nur 15 Prozent. Höher sind die Anteile von Schweine- oder Rindskopffleisch und von so genanntem Sigelfleisch, also Herz, Lunge und Zwerchfell.
In der Schweiz besteht seit 1968 der Verein zur Förderung des Ansehens der Blut- und Leberwürste (VBL). Vereinsmitglieder treffen sich zu Metzgeten und vergeben jährlich teils humoristische Preise an Personen oder Institutionen, die sich um den Vereinszweck verdient gemacht haben. Ein gleichnamiger Verein existiert auch im niederbayerischen Bad Höhenstadt.

## Sorten
Viele Wurstsorten haben standardisierte Rezepte, die sich im Fleischerhandwerk herausgebildet haben. Die Namen weisen meist auf wesentliche Zutaten und das (vermeintliche) Ursprungsgebiet hin.

### Delikatessleberwurst
Als Delikatessleberwurst bezeichnet man eine verbreitete Wurstsorte in Deutschland. Für die Zubereitung verwendet man besonders viel Schweineleber (40 %) und mittelfette, gepökelte Wammen (60 %). Das zerkleinerte Fleisch wird mit Nitritpökelsalz, Pfeffer, Ingwer, Kardamom, Macis, Vanille und Bienenhonig gewürzt. Außerdem werden vorgegarte Zwiebeln hinzugefügt („in Schmalz goldgelb gedämpft“). Die Zugaben von Zusatzstoffen und Hilfsmitteln wie Farbstabilisatoren ist üblich. Als Wursthülle werden Sterildärme (sterile Kunstdärme) mit Kaliber 60/50 gefüllt. Die Wurstmasse wird für weitere Sorten als Grundmasse verwendet.
Bekannte Varianten der Wurst sind:
- Braunschweiger Leberwurst: ohne Bienenhonig
- Leberwurst 1a: Naturdarm (Mitteldarm) Kaliber 60/50, die Wurst wird kalt geräuchert
- Weiße Leberwurst: ungerötet, Verwendung von Kochsalz statt Pökelsalz, ohne Bienenhonig
- Göttinger Leberwurst: ungerötet, Verwendung von Kochsalz statt Pökelsalz, ohne Bienenhonig, abgefüllt in Kranzdarm Kaliber 40/43, in Kochsalzlake bis zum Verkauf gelagert
- Pariser Leberwurst: abgefüllt in Mitteldarm Kaliber 60/50

### Feine Leberwurst
Als Feine Leberwurst bezeichnet man eine Sorte ohne Einlage, die sehr stark (fein) zerkleinert wurde, im Gegensatz zur Groben Leberwurst, teilweise wird das fein auch auf die Verwendung hochwertigerer Fleischsorten bezogen. Für die Zubereitung verwendet man Schweineleber, vorgegarte ungepökelte Fettwamme. Das verwendete sehnenreiche Schweinefleisch und der mittelfette Schweinebauch werden gepökelt und ebenfalls vorgegart. Im Gegensatz zur Delikatessleberwurst werden wesentlich weniger Zwiebeln verwendet. Als Gewürze verwendet man Pökelsalz, Pfeffer, Majoran, Piment, Macis und Kardamom. Die Wurst wird in Mitteldärme oder Sterildärme mit Kaliber 60/65 abgefüllt. Andere Bezeichnungen sind Hildesheimer Leberwurst, Stuttgarter Leberwurst und Oberländer Leberwurst.

### Kalbsleberwurst
Der Name leitet sich vom verwendeten Kalbsfleisch und nicht der Verwendung von (hochwertigerer) Kalbsleber ab. Das Kalbfleisch und die Wammen werden zuvor gepökelt und vorgegart. Als Gewürze verwendet man dieselben wie bei der Grundmasse. Die Wurst wird in Mitteldärme oder Sterildärme mit einem Kaliber 60/65 abgefüllt. Als Qualitätsmerkmal gegenüber der Delikatess-Leberwurst gilt, dass sich bei der Wurstherstellung kein sichtbarer Fettrand bilden soll. Entsteht dieser produktionsbedingt dennoch, ist die Bearbeitung der Würste durch Massieren zulässig. Eine Alternativbezeichnung ist Hildesheimer Leberwurst mit Kalbfleisch.
Kalbsleberwurst enthält einen Anteil von mindestens 15 % Kalbfleisch oder entsehntem Jungrindfleisch. Seit Anfang 2010 muss Kalbsleberwurst in Deutschland auch einen Anteil Kalbsleber enthalten. Enthält sie neben Kalbfleisch u. a. anstatt Kalbssleber jedoch nur Schweineleber, lautet ihre Verkehrsbezeichnung Kalbfleisch-Leberwurst. Generell enthält die am Markt verfügbare Kalbsleberwurst einen erheblich höheren Anteil an Schweine- als an Kalbsrohstoffen. Dies steht in Übereinstimmung mit den lebensmittelrechtlichen Vorschriften in Deutschland.

### Gänseleberwurst
Gänseleberwurst, auch Pommersche Gänseleberwurst, enthält neben Schweinefleisch, -leber und -fett auch bis zu walnussgroße Stücken von Gänseleber. Auch Gänsefleisch kann enthalten sein. Der Eiweißanteil ohne Bindegewebe muss über 10 % betragen, Fleisch aus Knochenputz wird üblicherweise nicht verwendet.

### Andere Sorten
- Berliner feine Leberwurst: Neben Schweineleber und Wammen verwendet man sehnenarmes, mageres Rindfleisch und Aufschnitt-Grundbrät. Das Rindfleisch und die Wammen werden zuvor gepökelt und vorgegart. Als Gewürze verwendet man lediglich Pökelsalz, Pfeffer, Macis und Zwiebeln. Die Würste werden traditionell in Schweinefettenden abgefüllt, Sterildärme mit Kaliber 60/65 sind ebenfalls üblich.
- Pfälzer Leberwurst ist eine grob gekörnte ungerötete Leberwurstsorte mit geschützter geografischer Herkunftsbezeichnung. Sie wird in Fettenden und Mitteldärmen abgefüllt. Wenn die Wurstmasse feiner gekuttert und in Fettenden abgefüllt wird, nennt man sie auch Wormser Leberwurst.

## Sonstiges
Die Redensart Beleidigte Leberwurst nimmt Bezug auf diese Wurstsorte, da die Leber als Ursprung für Körpersäfte galt, die die Emotionen bestimmen.